# Phragmipedium caricinum
Phragmipedium caricinum là một loài lan phân bố từ Bolivia đến Brasil (Rondônia).

## Hình ảnh

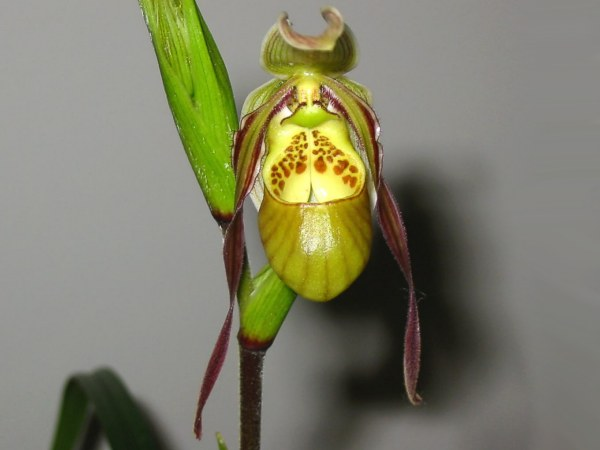
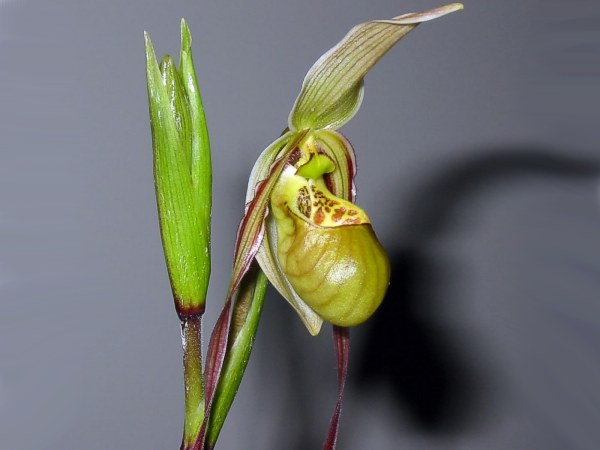